# Milton Rogovin
Milton Rogovin (* 30. Dezember 1909 in New York City; † 18. Januar 2011 in Buffalo, New York) war ein US-amerikanischer sozialdokumentarischer Fotograf, der mit anderen bedeutenden Fotografen dieser Kunstrichtung, wie etwa Lewis Hine, Jacob August Riis, Dorothea Lange oder Gordon Parks genannt wird.
Seine Arbeiten sind in der Library of Congress, dem J. Paul Getty Museum, im Center for Creative Photography und anderen bedeutenden Museen und Instituten ausgestellt.

## Jugend und Ausbildung
Milton Rogovin wurde 1909 als jüngster Sohn von Jacob Rogovin und dessen Frau Dora in Brooklyn, New York City, geboren. Jacob Rogovin war im Jahre 1904 aus dem damals zum Russischen Reich gehörenden Litauen in die USA eingewandert; seine Frau Dora folgte ihm mit ihrem 1904 noch in Litauen geborenen Sohn Sam im darauffolgenden Jahr in die USA nach. 1907 wurde Louis, der zweite Sohn der Familie geboren. Milton Rogovins Eltern betrieben ein kleines Geschäft für Textilien und Haushaltswaren, zunächst in Manhattan in der Park Avenue nahe der 112. Straße, ab 1920 in Brooklyn in der Bay Ridge section. Ab 1920 besuchte Milton Rogovin die Stuyvesant High School in Manhattan, nahm im Anschluss daran an der Columbia University ein Studium der Optometrie (Augenoptik) auf, welches er 1931 mit dem Bachelor of Science abschloss.
Durch die Auswirkungen der Großen Depression geriet das Geschäft der Eltern in Schieflage. 1931 war man gezwungen, Konkurs anzumelden. Wenige Monate später erlag sein Vater einem Herzinfarkt.

## Frühe Berufsjahre
Nach seinem Studium arbeitete er als Optiker in Manhattan. Der Verlust des elterlichen Geschäfts und die Erkenntnis, dass der wirtschaftliche Bankrott seiner Eltern keineswegs ein Einzelschicksal war, sondern große Teile der amerikanischen Gesellschaft genau wie sie unter den desolaten wirtschaftlichen Zuständen litten, veranlassten Rogovin, politisch aktiv zu werden. In einem Interview im Jahre 2004 meinte er, dass seine wirkliche Ausbildung erst nach der Columbia University begann. „I could no longer be indifferent to the problems of people, especially the poor, the forgotten ones.“ („Die Probleme der Menschen konnten mir nicht mehr gleich sein, ganz besonders nicht die Probleme der Armen, der ‚Vergessenen’“) „I was a product of the Great Depression and what I saw and experienced myself made me politically active.“ („Ich war ein Produkt der Großen Depression. Was ich sah und was mir selbst widerfuhr, ließ mich politisch aktiv werden.“) Er begann, die Schriften linksgerichteter politischer Aktivisten zu lesen, wie etwa den 1930 von Mike Gold verfassten Bestseller „Jews without money“, oder „Change the World“ aus dem Jahre 1937, auch die Arbeiten der Anarchistin und Friedensaktivistin Emma Goldman. Sie bestärkten ihn in der Auffassung, dass ein Wandel der wirtschaftlichen und politischen Zustände bewirkt werden musste. Er begann, Klassen der von der Kommunistischen Partei der USA (CPUSA) betriebenen New York Workers School zu besuchen und las kommunistische Zeitungen wie The Daily Worker. Zu dieser Zeit kam er auch erstmals mit den sozial-dokumentarischen Arbeiten der Fotografen Jacob August Riis und Lewis Hine in Kontakt. Er blieb zeitlebens Sozialist.
Im Jahr 1938 zog Rogovin nach Buffalo und eröffnete im nächsten Jahr seinen eigenen Optikerladen. In Buffalo lernte Milton Rogovin seine spätere Frau Anne kennen. (Anne, geb. Snetsky – später in Setters geändert / * 4. August 1918 in Buffalo; † 7. Juli 2003; Ihre Eltern, Rose und Chaim Snetsky, waren aus der Ukraine in die USA eingewandert). Milton Rogovin und Anne Snetsky heirateten am 7. April 1942.
Im November desselben Jahres wurde Rogovin zur US-Army eingezogen und zu einem X-ray technician für die Air Force ausgebildet. Während er 1943 eine X-ray training school in Indiana besuchte, gewann er mit einem Foto eines lokalen Wasserfalls den ersten Preis bei einem von der Schule veranstalteten Fotografiewettbewerb; seine erste Kamera hatte er gerade im Jahr zuvor gekauft. 1944 wurde dann Rogovins erste Tochter Ellen geboren. Wegen seiner zwischenzeitlichen Versetzung zu den Bodenstreitkräfte hatte er aber keine Möglichkeit, sie vor seiner Stationierung in England zu sehen. In England arbeitete er bis zu seiner Ausmusterung im Jahre 1945 in einem Krankenhaus in Cirencester als Optometrist; danach kehrte er 1945 nach Buffalo zurück und half mit, einen lokalen Ortsverband der Optical Workers Union in dieser Stadt zu organisieren. Er wurde Mitglied der örtlichen Sektion der CPUSA und setzte sich innerhalb der amerikanischen Bürgerrechtsbewegung für die Gleichstellung der Afro-Amerikaner ein, ebenso für die Freilassung von Ethel und Julius Rosenberg. Im Jahr 1946 wurde sein Sohn Mark, 1947 dann seine zweite Tochter Paula geboren.

## Arbeit als Fotograf
Rogovins gewerkschaftliches Engagement und seine Mitgliedschaft in der CPUSA führten zwangsläufig dazu, dass er in der angespannten Atmosphäre des sogenannten Kalten Krieges und der damit einhergehenden antikommunistischen Hysterie der McCarthy-Ära ins Visier des House Un-American Activities Committees (HUAC) geriet. Am 3. Oktober 1957 wurde Milton Rogovin vor das HUAC geladen. Rogovin weigerte sich eine Aussage zu machen, bzw. „to name names“ („Namen zu nennen“ – soll heißen: andere zu denunzieren) und berief sich auf sein Aussageverweigerungsrecht (5th Amendment).
„I was active in radical movements at that time, especially in the African-American community, and of course I refused to answer their questions.“
(„Ich war zu dieser Zeit in [links]radikalen Bewegungen aktiv, vor allem in [politischen Gruppierungen] der afro-amerikanischen Gemeinde. Und natürlich weigerte ich mich, ihre [der HUAC] Fragen zu beantworten.“) sagte Rogovin 2000 in einem Interview mit Buffalo News.
Die Zeitungen in Buffalo allerdings titelten: “Buffalo’s Number One Red,” („Buffalos Roter Nummer 1“), oder „Rogovin, Named as Top Red in Buffalo, Balks at Nearly all Queries“ („Rogovin, als Top-Roter in Buffalo bezeichnet, verweigert auf fast alle Fragen die Antwort“) (Buffalo Evening News).
In der Folge wurden Milton Rogovin und seine Frau Anne mehrmals vom FBI verhört. Das FBI befragte auch Nachbarn, die dann Namen nannten oder Kennzeichen von Autos, die vor dem Haus der Rogovins geparkt hatten usw.
Die Auswirkungen dieser Hexenjagd waren verheerend. Der Umsatz des Geschäfts ging um mehr als die Hälfte zurück. Als Anne Rogovin, die bis dahin an einer öffentlichen Schule Unterricht erteilte, sich weigerte, den so genannten „Loyalty Oath“ („Treueschwur“ [auf die Verfassung der Vereinigten Staaten]) für das Lehrpersonal an öffentlichen Schulen abzulegen, musste sie die Schule verlassen. Sie fand eine neue Arbeitsstelle beim Erie 1 BOCES (Boards of Cooperative Educational Services) und unterrichtete mehr als 30 Jahre lang mit großem Erfolg geistig behinderte Kinder; daneben veröffentlichte sie auch zahlreiche Bücher über Kindererziehung. Und nicht nur das Berufsleben der Rogovin war betroffen, die Nachbarn behandelten die gesamte Familie wie Aussätzige. Zahlreiche Nachbarn verboten ihren Kindern mit Rogovins Kindern zu spielen.
Rogovin ließ sich durch diese Stigmatisierung jedoch weder unterkriegen noch beirren, sondern suchte nach anderen Ausdrucksmöglichkeiten für sein politisches Anliegen.
„My voice was essentially silenced, so I thought that photographing people... I would be able to speak out about the problems of people, this time through my photography.“
(„Meine Stimme war zwar zum Schweigen gebracht worden, deshalb dachte ich, das ich durch das Fotografieren von Menschen...[trotzdem] über die Probleme dieser Leute sprechen könnte. Diesmal durch meine Fotografien.“)
Sein erstes Projekt war die „Storefront Church“-Fotoserie.
W.E.B.Du Bois, einer der Gründer der National Association for the Advancement of Colored People, hatte ihn dazu angeregt. Rogovin hatte bereits einige von Burghardts Schriften, wie „Souls of Black Folk“ und „Darkwater: Voices from Within the Veil“, gelesen. Auch sein Freund William H. Tallmadge, Professor für Musik am Buffalo State College, der beabsichtigte, Tonbandaufzeichnungen der Gesänge und Musik in diesen Kirchen zu machen, ermutigte ihn, Fotoaufnahmen zu machen. Tallmadge schloss seine Arbeit nach drei Monaten ab. Rogovin aber machte noch 3 Jahre lang Aufnahmen von diesen kleinen Kirchen und diesen Menschen, bevor er seine Arbeiten abschloss.
Er lernte den renommierten Fotografen Minor White kennen. White war Kurator am George Eastman House, unterrichtete Fotografie am Rochester Institute of Technology und war Mitbegründer und Herausgeber des Foto-Magazins Aperture. White veröffentlichte Rogovins „Storefront-Church“-Serie in Aperture und beriet ihn bei der Weiterentwicklung seiner Aufnahmetechnik.
White regte Rogovin auch dazu an, umfangreichere Bilder-Sequenzen zu einem einzigen Thema anzufertigen und diese wiederum durch kleinere, in sich geschlossene Bilder-Serien, durchzustrukturieren – eine Anregung, die Rogovin in Folge zu einem eigenen Kunststil weiterentwickelte. Indem er Querschnitts-Fotoserien mit (zeitlichen) Längsschnitten verband und seine Diptychen zu Triptychen, schließlich zu Quartetten wandelte, ermöglichte er dem Betrachter vertiefte Einblicke über die Auswirkungen wirtschaftlicher und gesellschaftlicher Entwicklungen über einen längeren Zeitraum.
Im Jahr 1972 erhielt er seinen Master of Arts in Amerikanistik an der University at Buffalo. Im Anschluss unterrichtete er dort von 1972 bis 1974 dokumentarische Fotografie. 1975 hielt Rogovin an der Albright-Knox Art Gallery in Buffalo seine erste größere Ausstellung ab. In den folgenden Jahren veröffentlichte er mehrere Bücher mit seinen Sequenzen und präsentierte sein Werk auf weiteren Ausstellungen. Viele seiner Arbeiten sind in den Sammlungen von Museen, wie beispielsweise der Bibliothèque nationale de France in Paris, dem Museum of Modern Art in New York City, dem J. Paul Getty Museum in Los Angeles oder dem Victoria and Albert Museum in London, zu sehen.
In seinen späteren Jahren verschlechterte sich seine Gesundheit, und Rogovin war auf einen Rollstuhl angewiesen, so dass er sich von der Fotografie zurückzog. 2009 wurde Rogovin für eine National Medal of Arts nominiert, jedoch nicht ausgezeichnet.

## Werke (Fotoserien)
- Store Front Churches. in: Aperture, vol. 10:2, pp. 62–85, Rochester NY, 1962.
- The Lower West Side. With an appreciation by Paul Strand. Buffalo, NY: Albright-Knox Gallery, 1975.
- Dennis Maloney (ed). Windows That Open Inward: Images of Chile. Photographs by Milton Rogovin, Poems by Pablo Neruda. White Pine Press, Buffalo & New York 1985.
- Cheryl Brutvan et al., Milton Rogovin: The Forgotten Ones. Seattle & London: University of Washington Press, 1985.
- Jonathan Friedlander: Sojourners and Settlers. Includes portfolio of Milton Rogovin photographs from his Yemeni series. University of Utah Press. 1988.
- Frisch, Michael: Portraits in Steel. Photographs by Milton Rogovin. Cornell University Press, Ithaca, New York 1993.
- Robert Coles et al.: Triptychs: Buffalo's Lower West side Revisited. Photographs by Milton Rogovin. With essay by JoAnn Wypijewski. W. W. Norton & Co, New York & London 1994.
- Robert Doherty: The Bonds Between Us, Family Portraits from Around the World. White Pine Press, Buffalo & New York 2001.
- Dave Isay et al., Milton Rogovin: The Forgotten Ones. The Quantuck Lane Press, New York 2003.
- Dennis Maloney (ed).: With Eyes and Soul: Images of Cuba. Poems by Nancy Morejon, Photographs by Milton Rogovin. White Pine Press, Buffalo & New York 2004.
- The Mining Photographs. Essay by Judith Keller. Getty Publications, Los Angeles, California. 2005
- Nada Queda Atrás. Poems by Carlos Alberto Trujillo, Photographs by Milton Rogovin. Ediciones Museo de Arte Moderno Chiloé, Chile. 2008